# نوسوو (استان اشوی‌داشکسیه)
نوسوو (به لهستانی: Nosów) یک منطقهٔ مسکونی در لهستان است که در گمینا واشنگوو واقع شده‌است. نوسوو ۱۴۰ نفر جمعیت دارد.